# 丽江柴胡
丽江柴胡（学名：Bupleurum rockii）为伞形科柴胡属的植物，为中国的特有植物。分布于中国大陆的四川、西藏、云南等地，生长于海拔1,950米至4,200米的地区，一般生长在山坡草地及疏林下，目前已由人工引种栽培。